# Flämischer Diamant

Flämischer Diamant auf der Karte Belgiens

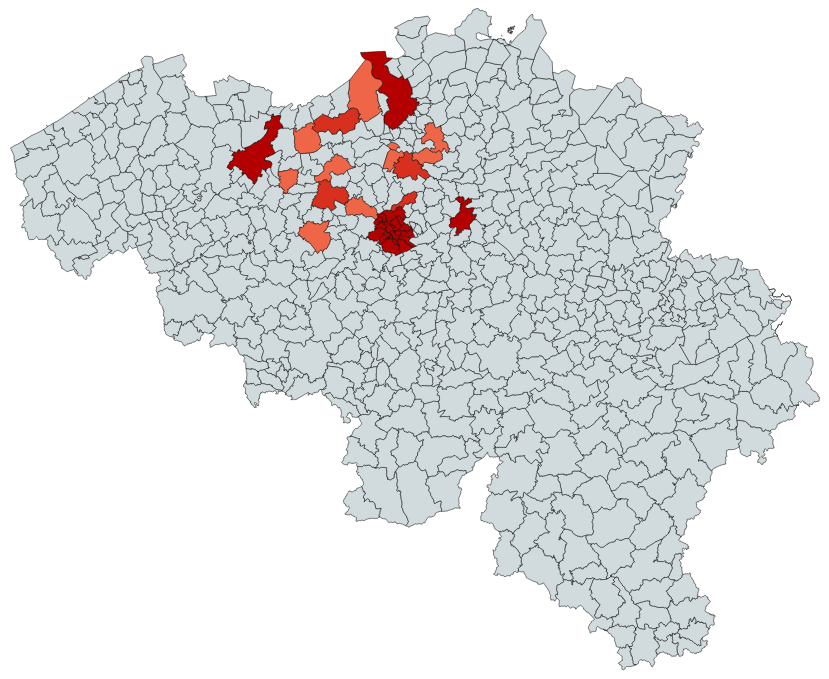
Gemeinden, die Teil des Flämischen Diamanten sind.

Der Flämische Diamant oder auch Flämische Raute (niederländisch: Vlaamse Ruit) ist die flämische Bezeichnung für ein Netz von vier Großstädten in Belgien, von denen drei in den zentralen Provinzen Flanderns liegen, zusammen mit der Region Brüssel-Hauptstadt. Es besteht aus vier Ballungsräumen, die die vier Ecken einer Rautenform bilden: Brüssel, Gent, Antwerpen und Löwen. In diesem Gebiet leben mehr als fünf Millionen Menschen mit einer Bevölkerungsdichte von etwa 820 Einwohnern pro Quadratkilometer.

## Geschichte
Der Flämische Diamant ist ein Konzept der flämischen Regionalregierung, das von der belgischen Zentralbehörde, der Föderalregierung, nicht offiziell anerkannt wird. Diese erkennt keinen polyzentrischen Ballungsraum in Belgien an, der die Regionalgrenzen überschreitet und Brüssel als Teil davon einschließt. Die anderen großen belgischen Ballungsgebiete, die sich in relativer Nähe zur nationalen Hauptstadt befinden (in einem Radius von etwa 50 Kilometern um Brüssel), fallen in die ausschließliche Zuständigkeit der regionalen Behörden. Diese autonomen Behörden können Brüssel nach eigenem Ermessen einbeziehen oder ausschließen. Aus diesem Grund entwickelte die autonome flämische Regierung in den 1990er Jahren das geografische und sozioökonomische Konzept des Vlaamse Ruit oder „Flämischen Diamanten“. Das frankophone Gegenstück ist das Triangle Wallonie („Wallonisches Dreieck“), das aus Brüssel und drei wallonischen Großstädten besteht, nämlich Mons, Charleroi und Namur.

## Beschreibung

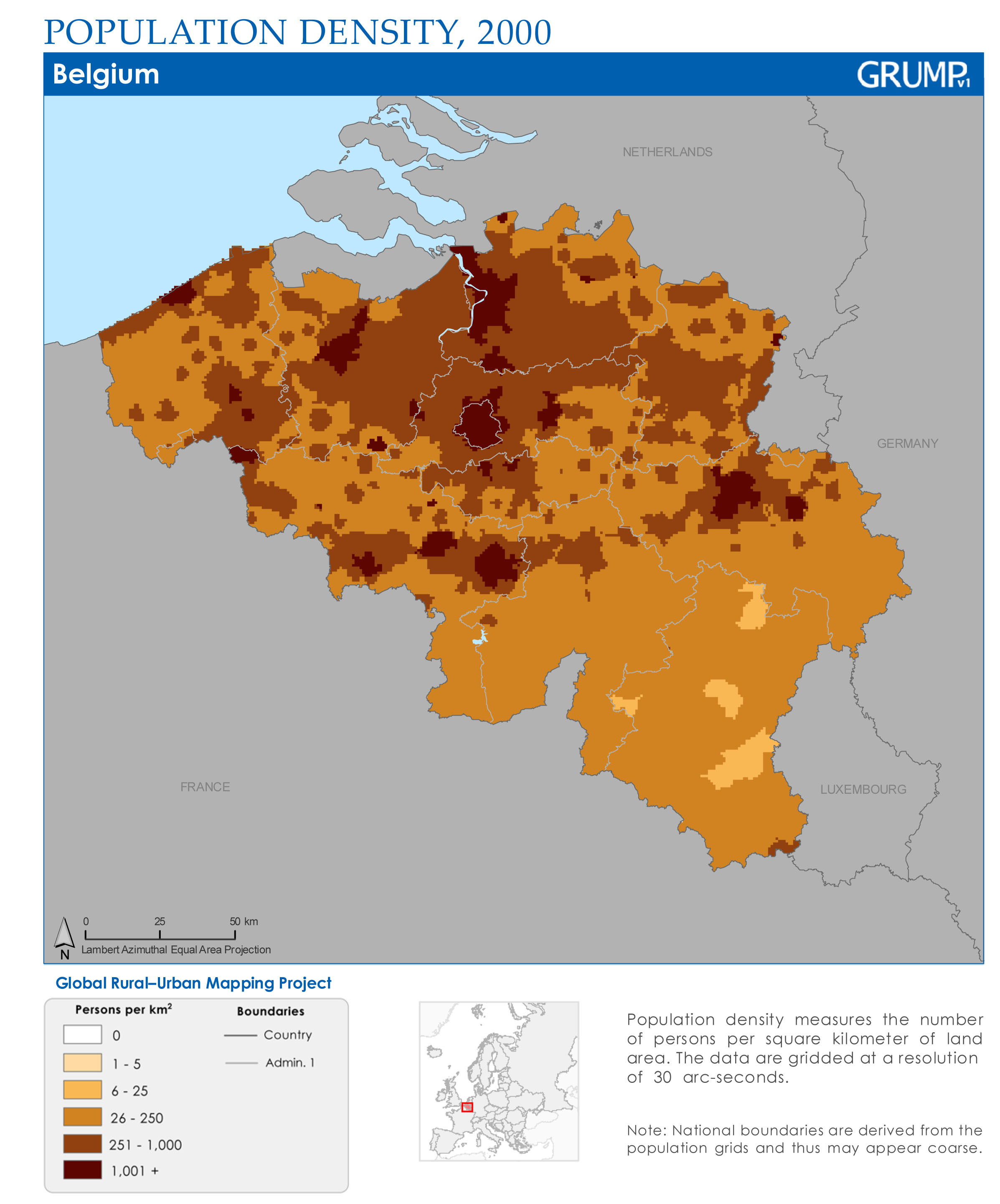
Bevölkerungsdichte

Die Entfernung zwischen Antwerpen und Brüssel beträgt ca. 51 km. In der Mitte liegt die Stadt Mechelen und in Richtung Brüssel das Industriegebiet von Vilvoorde. Mit dem Hafen von Antwerpen, der sich nach Norden erstreckt, ist dies seit langem als eine wichtige Nord-Süd-Achse für Städte und Industrie bekannt. Das westliche Dreieck der größeren Städte Antwerpen-Brüssel-Gent umfasst die westlich von Sint-Niklaas gelegenen Städte Lokeren, Dendermonde nördlich von Aalst sowie das Industriegebiet Boom-Willebroek und ist im Allgemeinen etwas weniger verstädtert. Dies gilt auch für das kleinere östliche Dreieck Antwerpen – Brüssel – Löwen, das die Stadt Lier umfasst.
Der Name bezieht sich auf die geometrische Form einer Raute, die der Lage der vier Städte und der sie umgebenden Metrogebiete entspricht, die zu den am stärksten verstädterten, industrialisierten und wohlhabendsten Gebieten Belgiens gehören. Sie ist wirtschaftlich eng mit den Metropolregionen Randstad in den Niederlanden und der Region Rhein-Ruhr in Deutschland verbunden und bindet ihr Umland, das über Flandern hinausgeht, über mehr als hundert Kilometer in die nationale und globale Wirtschaft ein.
Die wirtschaftlichen Aktivitäten in den relativ großen Ballungsräumen sind unterschiedlich, wobei der Schwerpunkt in Antwerpen auf der Industrie liegt, vor allem wegen des großen Hafens, und in Brüssel auf der Verwaltung als belgische Hauptstadt mit bedeutender Funktion für die Europäische Union. Obwohl die zentral gelegene Stadt sowohl im Diamanten als auch auf der großen Nord-Süd-Industrieachse zwei Industriegebiete innerhalb der Stadtgrenzen hat, gilt Mechelen auch als Schlafstadt für die vielen Pendler in diese Metropolen.